# Chemin de fer de Lyon à la Méditerranée
A Chemin de fer de Lyon à la Méditerranée (francia kiejtés: [ʃəmɛ̃ də fɛʁ də ljɔ̃ a la meditɛʁane]) egy rövid életű vasúttársaság volt Dél-Franciaországban. 1852-ben alakult, majd 1857-ben egyesült a Chemin de fer de Paris à Lyon társasággal és másokkal, így létrejött a Chemins de fer de Paris à Lyon et à la Méditerranée (PLM).

## Eredete
1843-ban koncessziót adtak a Marseille és Avignon közötti vonalra. 1850-ben törvénytervezetet vitattak meg a Párizs–Lyon és a Lyon–Avignon koncessziók egyesítéséről. Lyon városa ellenezte az egyesítést, mivel az veszélyeztette volna tranzit- és raktározási tevékenységét, ezért megállapodtak abban, hogy a koncessziókat külön tartják. Az 1851. december 1-jei törvény alapján 1852. január 3-án a Lyon és Avignon közötti vonal koncesszióját, amelyet 1847 óta felfüggesztettek, egy olyan társaságnak adták, amelynek tagjai között volt Paulin Talabot is. Az 1851. december 1-jei törvény engedélyezte a Chemin de fer de Lyon à Avignon társaság létrehozását, amelynek tulajdonosai Genissieu, Boigues & Cie, Emile Martin & Cie, Edouard Blount, Parent (Bazile) és Drouillard Benoist & Cie voltak.

## Története

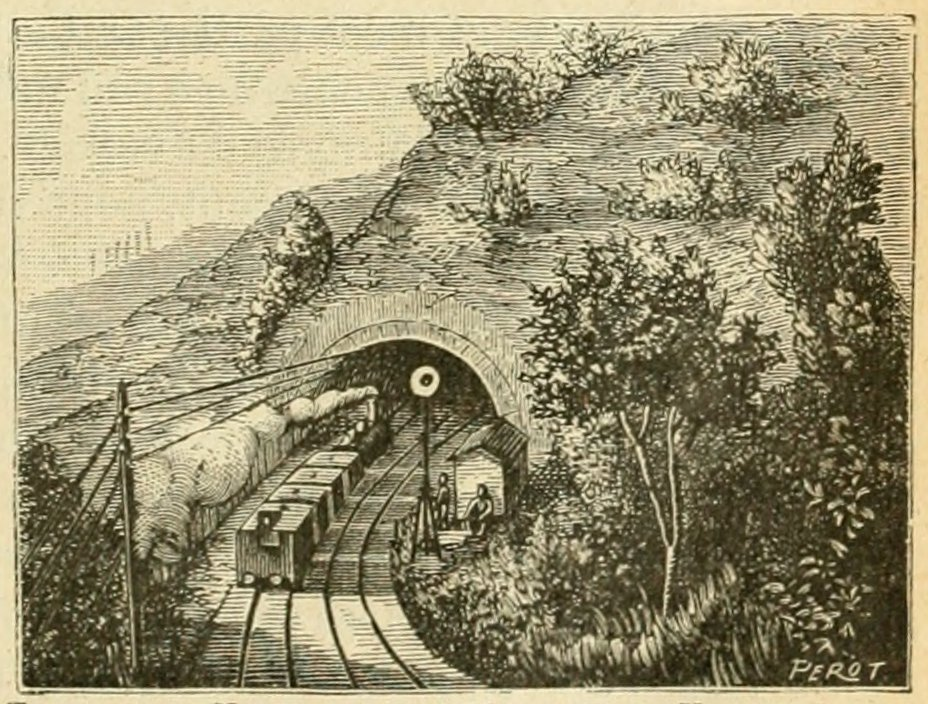
A Tunnele de la Nerthe alagút Marseille északi részén

A Chemin de fer de Lyon à Avignon társaságot 1852. március 22-i okirat alapján alapították, hogy üzemeltesse a Lyon–Avignon, Marseille–Avignon, Alès–Beaucaire, Alès–Grand'Combe bányák, Montpellier–Celle, Montpellier–Nîmes, Rognac–Aix és Marseille–Toulon vasútvonalakat. Az 1852. július 8-i törvény jóváhagyta az Avignon-Marseille, Montpellier-Sète, Gard és Montpellier-Nimes társaságok egyesülését a Lyon-Avignon társasággal. A törvény jóváhagyta az 1852. június 19-i megállapodást a közmunkaügyi miniszter és a Chemin de fer de Lyon à Avignon között.
Az egyesült társaság koncessziót kapott a Marseille–Toulon vonal megépítésére. A társaság neve Chemin de fer de Lyon à la Méditerranée lett. Talabot lett az igazgatója. Az iparmágnás Jules Hochet (1813–1867) volt az ügyvezető. Az átnevezett társaságot 1852. december 8-án névtelen társaságként ismerték el. A Valence és Avignon közötti szakasz 1854-ben nyílt meg. 1855. április 16-án a vonal Lyon és Valence között is összeköttetésbe került. 1856-ban megnyílt a vonal, amely összekötötte a Lyon-Vaise párizsi-lyoni terminálját a Lyon-Guillotiere lyoni-marseille-i termináljával.

## Fúzió
A Paris-Lyon és a Lyon-Mediterranean társaságok nem voltak riválisok, és felismerték, hogy össze kell olvadniuk. Ez 1857-ben történt meg. Az egyesített Chemins de fer de Paris à Lyon et à la Méditerranée társaságot 1857. április 11-én alapították.